# Non-fungible token
En non-fungible token (Dansk: Ikke-udskifteligt Emblem), eller ofte blot omtalt NFT, er en unik og ikke-udskiftelig enhed af data. At den ikke er udskiftelig betyder i denne sammenhæng, at den ikke umiddelbart kan erstattes betydningsmæssigt af noget andet data; eksempler kan være en sang eller et billede, som en kunstner har designet. Det bliver især brugt indenfor Digital kunst. NFT’er er tokens, som vi kan bruge til at repræsentere ejerskab af unikke varer. De lader os symbolisere ting som kunst, samleobjekter, endda fast ejendom
En NFT er lagret på en blockchain, en form for digital reskontro. NFT'er kan associeres med reproducerbare digitale filer såsom fotos, videoer og lyd. NFT'er bruger en digital reskontro til at kunne bevise, at det er en unik kreation eller for at kunne bevis for ejerskab, men begrænser ikke deling eller kopiering af de underliggende digitale filer. Manglen på udskiftelighed (fungibilitet) adskiller NFT'er fra blockchain-kryptovalutaer, såsom Bitcoin. Enhver enhed af en kryptovaluta har præcis den samme værdi som alle andre enheder, modsat NFT'er, der som sagt er unikke.

## Kritik af NFT'er
NFT'er har fået kritik for deres energiomkostninger herunder det CO2-fodaftryk, der er forbundet med validering af blockchain-transaktioner samt deres hyppige brug i kunstsvindel. Ligeledes kritiseres nytten af at etablere bevis for ejerskab på et i forvejen ureguleret marked.

## Beskrivelse
En NFT er en enhed af data, der er lagret på en digital reskontro, kaldet en blockchain, som kan sælges og handles. NFT'er kan være forbundet til et bestemt digitalt eller fysisk aktiv (såsom en fil eller et fysisk objekt) og en licens til at bruge aktivet til et bestemt formål. En NFT (og den tilhørende licens til at bruge, kopiere eller vise det underliggende aktiv) kan handles og sælges på digitale markeder. Den uregulerede NFT-handel resulterer normalt i en uformel udveksling af ejerskab over aktivet, der ikke har noget juridisk grundlag for håndhævelse – oftest bruges det blot som et statussymbol.
NFT'er fungerer ligesom kryptografiske tokens, men i modsætning til kryptovalutaer såsom Bitcoin eller Ethereum, er NFT ikke gensidigt udskiftelige og dermed ikke ombyttelige. Mens alle bitcoins er ens, kan hver NFT repræsentere et forskelligt underliggende aktiv og kan derfor have en anden værdi.Denne kryptografiske transaktionsproces sikrer godkendelsen af hver digital fil ved at levere en digital signatur, der bruges til at spore NFT-ejerskab. Datalinks, der eksempelvis giver detaljer om hvor kunsten er opbevaret, kan dog dø/forsvinde.

## Hvad kan NFT'er bruges til
NFT’er adskiller sig fra ERC-20-tokens, såsom DAI eller LINK, ved at hvert enkel token er helt unikt og ikke kan deles. NFT’er giver mulighed for at tildele eller hævde ejerskab af ethvert unikt stykke digital data, som kan spores ved at bruge Ethereums blockchain som en offentlig hovedbog. En NFT er præget fra digitale objekter, som en repræsentation af digitale eller ikke-digitale aktiver. For eksempel kan en NFT repræsentere Arkiveret 22. maj 2022 hos  Wayback Machine:
- Digital kunst
  - GIFs
  - Samleobjekter, genstande i spil
  - Musik
  - Videoer

- Virkelige genstande
  - Fly- og biografbilletter
  - Juridiske dokumenter
  - Ejerskabsbeviser
  - Underskrifter